# Pseudopeplia licinias
Pseudopeplia licinias är en fjärilsart som beskrevs av Otto Staudinger 1888. Pseudopeplia licinias ingår i släktet Pseudopeplia och familjen Riodinidae. Inga underarter finns listade.